# اچ‌دی ۳۷۷۵۶
اچ‌دی ۳۷۷۵۶ (انگلیسی: HD 37756) یک سیستم ستاره‌ای دوتایی در صورت فلکی جبار است که کمتر از یک درجه در شمال ستاره درخشان نطاق قرار دارد. رنگ آبی مایل به سفید دارد و با قدر ظاهری ۴.۹۵ با چشم غیرمسلح کمرنگ قابل مشاهده است.